# En magikers styrka
En magikers styrka är den andra delen i Trilogin om Frihetskrigen. Boken utkom våren 1999 och har 367 sidor. Den utspelar sig tusen efter det första frihetskriget. De onda är fast vid andra sidan Avgrunden och trollformeln som kan släppa lös dem är låsta i Domedagsboken. En blivande magiker kan inte motstå boken. I samma stund som han tar boken i sin hand är mörkrets makter i rörelse igen.